# Libro del Consulado del Mar
El Libro del Consulado del Mar o Libro del Consulado de Mar es un compendio de leyes de derecho marítimo que rigió durante siglos el comercio en el Mediterráneo. De origen valenciano, fue traducido a gran cantidad de lenguas y ha servido como base para la legislación marítima internacional actual.
Al establecer el rey Pedro III el Grande, en 1283, el primer consulado del mar de España en Valencia, ordenó que este aplicase los usos y costumbres marítimos de Barcelona, que se llamaban costums de mar y que no habían sido aún codificadas, aunque existía en Barcelona otra compilación de normas marítimas denominadas Ordinacions de Ribera, que eran lo que hoy se llamaría Normas de Policía del Puerto y Aguas Litorales.
El mérito del Libro del Consulado del Mar o Llibre del Consolat de Mar radica en que es la primera obra que recopila las leyes y costumbres marítimas dispersas de los derechos romano, griego, bizantino, rodio, italiano, francés y español.
Hasta la redacción de l’Ordonnance de la Marine en Francia en 1681, el Libro del Consulado del Mar fue el código de derecho marítimo vigente en todo el Mediterráneo. En España siguió en uso hasta la implantación del Código de Comercio. Antes de su compilación, se utilizaban como código marítimo las Tablas Amalfitanas, que eran, como él, un conjunto de reglas para regular el comercio marítimo redactadas en Amalfi, y que se vieron sustituidas por él.

## Influencia y repercusiones
La expansión y supremacía comercial y marítima de la Marina catalana, con los Consulados del Mar por toda Europa, tuvo como consecuencia que la compilación de derecho marítimo, conocida con el nombre de Libro del Consulado del Mar, transcendiera las fronteras políticas en todo el Mediterráneo y el levante del Atlántico. El Libro del Consulado del Mar, elaborado sobre las bases de las costumbres marítimas mediterráneas, estaba inspirado en las costumbres marítimas de Barcelona, que se perfeccionaron en el Consulat de Mar de Valencia.
Escrito originariamente en valenciano, el Libro del Consulado del Mar se tradujo al italiano, francés, inglés, castellano y a otras lenguas, ya que durante siglos fue la base de la legislación naval mercantil en numerosos países, incluso en tiempos modernos.
El libro incluía como anexo las ordenanzas sobre seguros marítimos de Barcelona de 1435, que fueron las primeras conocidas en el mundo, y la gran difusión del libro ayudó a propagar estas ordenanzas.
Con los Decretos de Nueva Planta (1707-1716), fueron suprimidos todos los Consulados del Mar en el Mediteràneo, excepto en Mallorca y Barcelona. Este último no llegó a actuar normalmente debido a los citados decretos de Nueva Planta. Las normas del Libro del Consulado del Mar estuvieron vigentes en España hasta 1829, fecha en la que fueron sustituidas por el código de comercio español, inspirado en la legislación francesa. 
En varios países de Europa se siguieron utilizando esas ordenanzas hasta finales del siglo XVIII. En 1874 Sir Travers Twiss lo tradujo al inglés por razones de utilidad, a principios del siglo XX un tribunal estadounidense negó una acción por no estar fundada en el Consolat de Mar, y, aún en marzo de 1937, el tribunal de apelación de Alejandría citó un capítulo del libro para dictar una sentencia.

## Origen
Chiner y Chacón dicen que las Ordenanzas de Ribera (Ordinationes Ripariæ) escritas en 1258 no codificaban aún los usos marítimos de Barcelona, y que la primera referencia a "cónsules de mar" aparece en Barcelona en 1282, solo un año antes de crearse el Consulado de Mar en Valencia. Señalan también que los cónsules de Barcelona no tenían la independencia que el Libro del Consulat les asigna posteriormente. Las costumbres recogidas en el libro tendrían en parte origen barcelonés, pero muchas se habrían creado y consolidado en Valencia, de donde se habrían copiado a los Consulados creados posteriormente. Según Arcadi García i Sanz, la diferencia principal entre los consulados de Barcelona y de Valencia sería que este último tendría desde su inicio una jurisdicción real, y que por eso este habría influido tan fuertemente en los demás Consulados durante el siglo XV.
Las costumbres del Consulat estaban basadas explícitamente en el Usus et Consuetudo maris, según el privilegio de fundación del 1 de diciembre de 1283, que era "un conjunto de prácticas jurídico-marítimas (Usus maris) basadas en un texto jurídico escrito (Consuetudo maris)", y ambos juntos serían la tradición jurídico-marítima del Mediterráneo occidental. Está documentado que el texto ya estaba en tierras catalanas, pues estaba en Vic en 1231, y fue incorporado en catalán a la Costum de Tortosa en 1272. Este escrito seguramente provendría de fuera de la Península y se habría introducido a través de los usos marítimos de la Ribera de Barcelona.
La Enciclopedia General del Mar dice que el origen del libro es un tema controvertido, en el que tres países se disputaron la gloria de ser los primeros en redactarlo: Francia (Marsella), España (Valencia, Barcelona y Tortosa) e Italia (Pisa).
A finales del siglo XVIII, A. Capmany y Monpalau deduce tras estudiar el tema que el Libro del Consulado del Mar había sido escrito en Barcelona entre 1258 y 1266. Aceptando la influencia pisana, rebatió los argumentos que le daban un origen italiano. En la misma época, el sardo Domenico Azuni argumenta en favor del origen pisano, planteando que, al ser Pisa la primera potencia marítima de la época, forzosamente debía tener su legislación marítima. El francés Pardessus en su estudio Collection de lois maritimes antérieures au XVIII siècle discrepa de Azuni, considerando que la primera copia no es la latina que este había estudiado, sino que estaba escrita en catalán. Concluye que se redactó en Barcelona, pero entre 1340 y 1400, discrepando en este punto de Capmany. Más tarde, Wildscut, teniendo en cuenta que la compilación original no hace ninguna referencia a las Letras de cambio deduce que es anterior a la primera mitad del siglo XIII.

## Ediciones

### Primera compilación en 1320-1330
La primera compilación valenciana de las costumbres del mar se hizo en Valencia entre 1320 y 1330.

### Consolat del Mar valenciano de 1407
Es considerado como la obra cumbre del Derecho Marítimo medieval, y uno de los iconos de la jurisprudencia valenciana.
El manuscrito original es conservado en el Archivo Municipal de Valencia. Es una obra de gran valor histórico con gran repercusión internacional a través de los siglos.
Existen varias copias manuscritas medievales, si bien uno de los ejemplos más bellos desde el punto de vista artístico es el citado códice del "Consolat del Mar" con miniaturas de Domingo Crespí realizadas en 1407, conservado en el Archivo Histórico Municipal de Valencia.

### Primera edición en imprenta entre 1436 y 1484
Con la llegada de la imprenta, la primera edición en imprenta conocida es de 1436-1484 en Valencia.

### Edición mallorquina de 1345
La ciudad de Mallorca se rindió a Pedro el Ceremonioso, y éste le concedió en 1343 el Consulado de Mar de Mallorca, regido por las costumbres de Valencia, "per modum el formam in civitate Valencia usitatos". Según Arcadí García i Sanz, se hizo una adaptación y no un calco. Huguet Borràs redactó el Ordre judiciari de la Cort del cònsols del mar de la ciutat de València y reescribió las costumbres valencianas, creando al juntarlos la compilación llamada Capítols del Consolat de mar de Mallorques, documentada por primera vez en 14 de febrero de 1345.

### Edición barcelonesa de 1502 (Prefacio de Francesc Celelles)
Pedro el Ceremonioso concedió a Barcelona su Consulado de Mar diciendo que estaría bajo la misma forma que el de Mallorca, "sub ea scilicet forma qua concessum est civitati Maioricarum". Las costumbres se adaptaron de Valencia a Mallorca, y de ahí a Barcelona.
Capmany dice que a causa de esas adaptaciones los siete primeros capítulos trataban de asuntos que solo era útiles para los cónsules de mar de Valencia, siendo añadidas indiscriminadamente varias leyes y ordenaciones barcelonenses. Capmany dice que la parte correspondiente a las ordenaciones conocidas como consolat del mar no fue copiado de Mallorca ni de Valencia, sino que fue compilado de las propias costumbres barcelonesas conocidas como libre del consolat del mar, y que el estar compilado con las ordenaciones valencianas en imprentas barcelonesas habría causado confusiones en autores posteriores, que les habrían dado un origen valenciano cuando en realidad hubiesen sido de Barcelona.
La primera edición fue en 14 de agosto de 1502.
La parte I consiste en 43 capítulos que prescriben los métodos para escoger los Cónsules del Mar y los Jueces de Apelación en Valencia, las competencias jurídicas de cada uno, y las regulaciones procedimentales de las adjudicaciones de casos llevados ante ellos. Los artículos 44 y 45 fueron descartados, probablemente por ilegibles, y se referían a cargamentos en dirección a Alejandría
La parte II consistía en los artículos del 46 al 334 de las leyes del año 1343. La primera área, del artículo 46 hasta el 297, se ocupa de las costumbres generalmente aceptadas del comercio marítimo, mientras que la segunda área, artículos del 298 hasta al 334, se ocupa de los corsarios, pirateo, expediciones de fuerzas navales armadas, convoyes, seguro marítimo, letras de cambio, y otras materias diversas. Al manuscrito original en la Bibliotheque Nationale en París, la siguiente inscripción aparece al final del artículo 217: "El llibre acaba aquí. Gloria a Jesus Cristo. Amen"

#### Primeros abogados
El Artículo 43 prescribe el juramento de oficio para los abogados de Mallorca, decretado por Jaime I de Aragón, y promulgado antes del año 1275. No se sabe ni cuándo ni por quién fue impuesto este juramento a los abogados de Barcelona y otras ciudades.

### Edición de 1914 de Moliné y Brasés

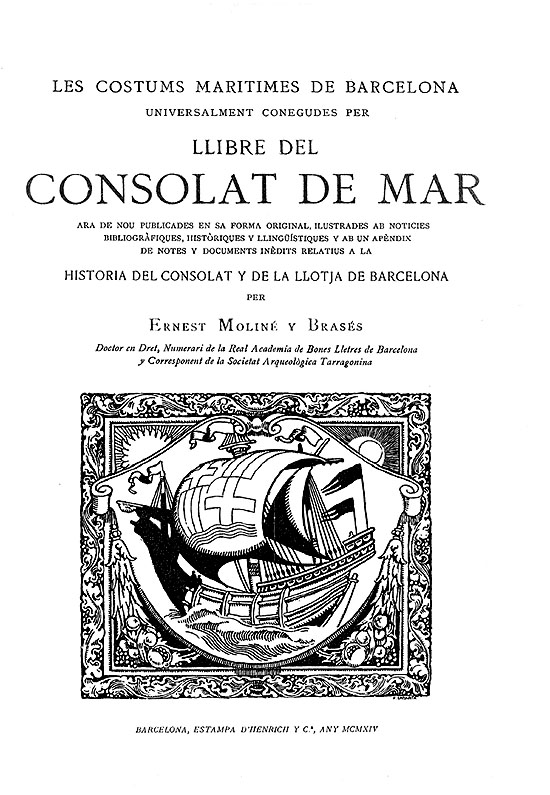
Edición de 1914 del Libro del Consulado del Mar, editado por Ernest Moliné y Brasés.

Una de las ediciones más completas es la de 1914, debida a Moliné y Brasés, que no recoge solo la antiguas costumbres anteriores a la primera compilación, habiendo sido completado con aportaciones posteriores. Contiene:
- El reglamento de los cónsules de mar de Valencia. (1 a 45)
- Las costumbres marítimas de Barcelona (46 a 297)
- Las ordenaciones para buques armados que vayan al corso y para armadas que salgan a la mar (298 a 334)
- El cronicón de las promulgaciones.
- Los capítulos del Rey Don Pedro (1 a 40)
- Las ordenaciones de los consellers de Barcelona para el Consulado del Mar de Sicilia
- Las ordenaciones de los consellers de Barcelona sobre hechos marítimos del 21 de noviembre de 1435
- Leyes y ordenaciones del Recognoverunt Proceres sobre casos marítimos y mercantiles.
- Las ordenaciones de los consellers de Barcelona sobre seguros marítimos.
- Los capítulos y ordenaciones de la Corte General del Capítulo general de Barcelona del 8 de octubre de 1481.

## Compilaciones en la antigüedad
La compilación más antigua es probablemente el índice babilonio, del siglo dieciocho antes de Cristo. Los fenicios compilaron sus costumbres en el 2000 a. C., siendo luego copiadas por los griegos y a su vez por los romanos. Los habitantes de Rodas adaptaron directamente las leyes fenicias.

## Compilaciones de las que se originó
El libro se inspiró lejanamente en compilaciones anteriores como las pisanas Constitutum usus (1161) y Breve consulum maris (1162) y en el texto latino Consuetudo maris de la primera mitad del siglo XIII, que se ha documentado que estuvo en tierras catalanas en el 1231.
En 1010 se codificaron en Amalfi las Tabula Amalphitana o Tavole Amalfitane, seguidas de la codificación de costumbres marítimas de Trani en 1063, que luego fueron adaptadas para la ciudad de Fermo.
Jaime I demarcó en 1243 la Ribera marítima de Barcelona y sus ordenanzas fueron codificades en el 1258 en la Carta consulatus riparte Barchinone, que todavía no tenían codificadas las costumbres marítimas de Barcelona. Poco después, los límites municipales de Barcelona fueron reorganizados y la Ribera pasó a quedar bajo el Consell de Cent, con lo que la Ribera perdió su autonomía. En el último cuarto del siglo XIII los consellers de Barcelona son los que nombran a los prohombres de la Ribera, que en 1282 aparecen nombrados como "cónsules de mar".

## Compilaciones que influenció
Muchos autores creen que las leyes recogidas en el libro del Consulat del Mar influenciaron grandemente todas las demás compilaciones de leyes marítimas de Europa, y que están parcialmente basadas en él.
Algunas de estas leyes recogidas en el libro del Consulat de Mar fueron adoptadas ya en el siglo IX en sitios como el mar Báltico, el Mar del Norte, Schleswig, Riga, Wisby, Hamburgo, Lübeck, y otras ciudades de la Liga Hanseática, siendo publicadas a partir del 1407 bajo el título de Waterrecht, llamándoselas también Leyes de Wisby.
Las Leyes de Oléron recopiladas por Eduardo I de Inglaterra y ampliadas y promulgadas por Ricardo I de Inglaterra a su regreso de Tierra Santa. Leonor de Aquitania las habría proclamado en 1160 en Francia. El origen exacto de estas Leyes está en disputa y, dada la incomunicación entre marineros del Atlántico y marineros del Mediterráneo, es posible que no hubiese influencia entre ellas. No obstante, las leyes compiladas en el Mediterráneo eventualmente superaron en importancia a las del Atlántico y las llegaron a reemplazar, dado que hubo más actividad marítima de los países que usaban las primeras.
El Libro Negro del Almirantazgo (Black Book of the Admiralty) de Bretaña también data de mediados del siglo XII.

## Supresión

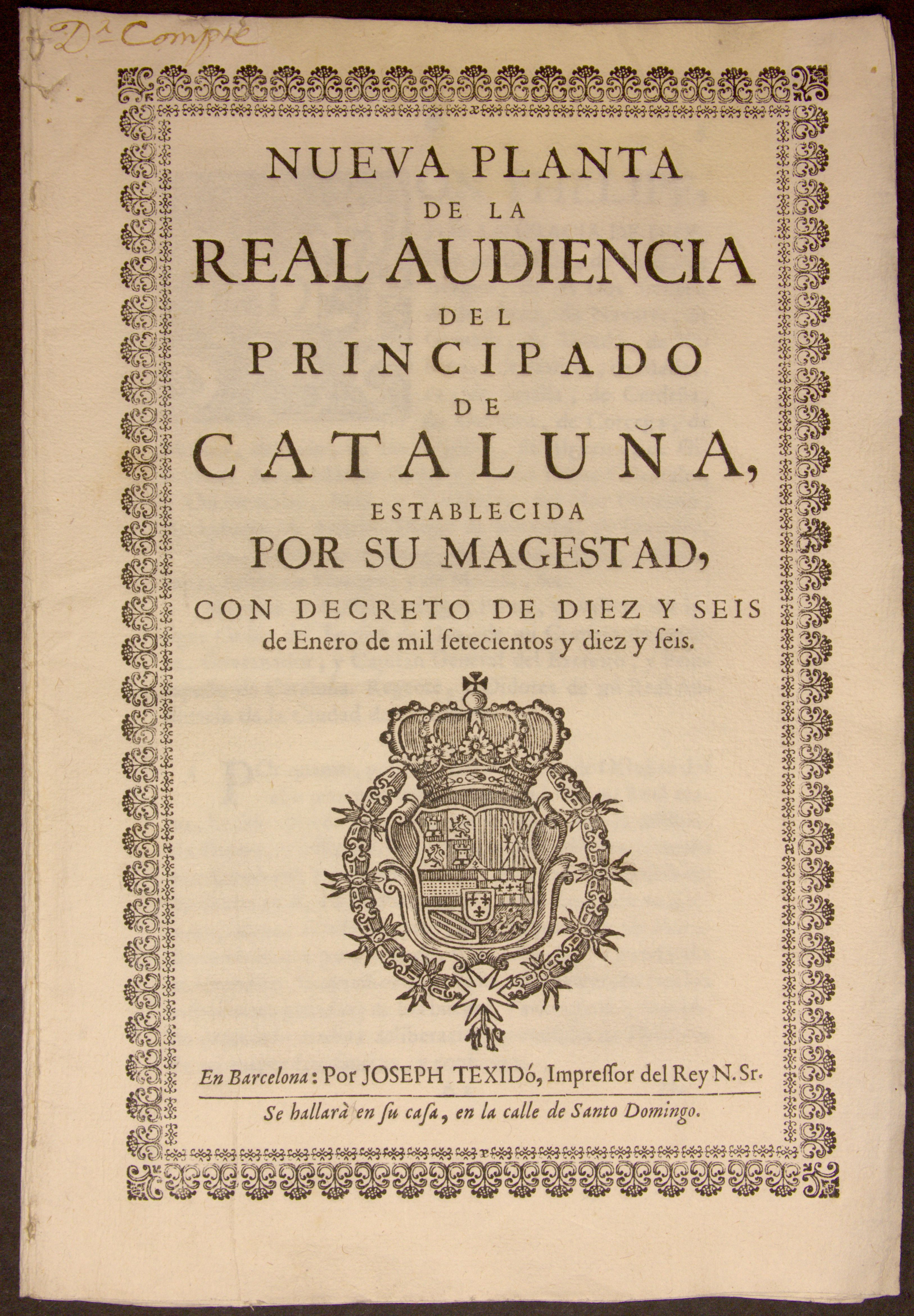
El Decreto de Nueva Planta, prohibió los usos catalanes en la administración de justicia y de gobierno de Cataluña

Con los decretos de Nueva Planta (1707-1716), fueron suprimidos todos los Consulados de Mar de los territorios de la corona de Aragón, excepto los de Mallorca y de Barcelona, el último de los cuales, aunque no llegó a actuar normalmente por la injerencia de las leyes borbónicas, contra la propia previsión que el libro hace en el Capítulo 13. 
El denominado Capítulo 13 Archivado el 8 de febrero de 2014 en Wayback Machine., con el título "Capitol 13. Que no gosen posar paraules derogatives a les presents ordinacions" textualmente dice: 

Item ordonaren los dits Consellers e promens que en seguretats algunes no puxen esser posades o meses per pacte algu paraules algunes derogatories a les presents ordinacions, ne que digan valega o no valega, o haie o no haie, ne quel assegurat si sera vassall del senyor Rey no correga la vuytena part de risch, e si sera stranger lo quart, ne per alguna manera puxe esser renunciat a les presents ordinacions, com sien fetes es facen en fauor e vtilitat de tota la cosa publica, o tal renunciacio si fos attemtada de fer sia ipso facto nulla e no haia algun effecte.

El Libro del Consulado del Mar estuvo vigente en Barcelona hasta el 1829, cuando fue sustituido por el código de comercio español, inspirado en la legislación francesa.
El Libro del Consulado del Mar hay que considerarlo, pues, como una de las aportaciones mediterráneas a la civilización occidental e, incluso, al Derecho internacional.

## Consecuencias
La expansión y supremacía del comercio de la Corona de Aragón, con los Consulados de Mar en toda Europa, tuvo como consecuencia que el derecho marítimo de la Corona de Aragón trascienda las fronteras políticas a todo el Mar Mediterráneo y el levante del Océano Atlántico.
El código jurídico elaborado sobre las bases de las costumbres marítimas de Barcelona, fue compilado entre los años 1260 y 1270, y consiguió su redacción definitiva en 1350. Con la llegada de la imprenta, en Valencia, el 1484, se hizo la primera edición. Escrito originariamente en catalán, el Libro del Consulado del Mar fue traducido al italiano, el francés, el inglés, el castellano y a otras lenguas porque durante siglos fue la base de la legislación mercantil de muchos países europeos, incluso en tiempos modernos.